# Mahjoub El Moez
Mahjoub El Moez  est un footballeur soudanais né le 14 août 1978. Il évolue au poste de gardien de but.
Il a participé à la Coupe d'Afrique des nations 2008 avec l'équipe du Soudan.

## Carrière
- 2004- : Al Hilal Khartoum ( Soudan)

## Palmarès
- Champion du Soudan en 2005, 2006 et 2007 avec Al Hilal Omdurman